# لیشویچی
لیشویچی (به لاتین: Lješevići) یک منطقهٔ مسکونی در مونته‌نگرو است که در کوتور واقع شده‌است. لیشویچی ۱۹۲ نفر جمعیت دارد.